# TECHNOBOYS PULCRAFT GREEN-FUND
TECHNOBOYS PULCRAFT GREEN-FUND（日语：テクノボーイズ パルクラフト グリーンファンド），日本電子流行音樂音樂組合。1995年結成。

## 成員

### 現在
- 石川智久（日语：石川智久）：作詞、作曲、編曲、鍵盤手、主唱
- 藤村亨（フジムラトヲル）：作詞、作曲、編曲、貝斯、主唱
- 松井洋平（日语：松井洋平）：作詞、作曲、編曲、取樣器、主唱

### LIVE支援樂手
- ：鼓手、敲擊樂器
- 川野勝廣：吉他
- 淺井真理：小提琴

### 前成員
- H.R.M.：作詞、作曲、主唱

## 概要
1994年4月1日，由石川智久與藤村亨2人先組成，之後松井洋平加入。
1996年，參加獨立專輯（M8. "AMOEBA-SANATRIUM"）的自主製作。
2005年9月，宣布改名TECHNOBOYS PULCRAFT GREEN-FUND。
2006年，TECHNOBOYS PULCRAFT GREEN-FUND（以下簡稱TECHNOBOYS）曾經為法國設計工作室Le pivot負責提供PV歌曲的混音音樂。同年11月，TECHNOBOYS發表他們的獨立專輯《music laundering》。
然後，TECHNOBOYS由於積極參加混音樂曲的錄製，因此受到美國DJ克勞德·楊（英語：Claude Young）的注目、並稱TECHNOBOYS是底特律鐵克諾的第三世代。其中，由TECHNOBOYS錄製的一首樂曲曾收錄在德國電子音樂歌手lemonglass的精選合輯《Son Femelle》中。
2007年，TECHNOBOYS為音樂家細野晴臣負責音楽監修的動畫電影《EX MACHINA》提供樂曲的原聲音樂。同年還參加電視動畫《幸運☆星》主題歌『拿去吧！水手服』混音CD歌曲的錄製工作。
2014年，於1月播出電視動畫《魔女的使命》的劇伴音樂第一次負責。同年4月，其第二枚專輯《good night citizen》發表。10月，負責《TRINITY SEVEN 魔道書7使者》的劇伴音樂與片尾主題曲。從此之後，於動畫作品負責的工作機會增加。
2015年，其出道單曲「打寄忘響」由Lantis推出發行。並作為同年10月首播電視動畫《櫻子小姐的腳下埋著屍體》的片尾主題歌使用。
2019年，動畫作品提供曲集《MUSIC FOR ANIMATIONS》發行。
2020年10月，第三枚專輯《VISIBLE INVISIBLE》發行。

## 音樂作品

### 專輯
1. music laundering（2006年11月17日）
2. good night citizen（2014年4月17日）
3. VISIBLE INVISIBLE（2020年10月28日）

### 精選專輯
- MUSIC FOR ANIMATIONS（2019年3月27日）

### 單曲
|     | 標題（日文標題）  | 發行日期       | 收錄歌曲／商業主打 |
| --- | ----------------- | -------------- | --- |
| 1st | 打寄忘響          | 2015年11月4日  | 1. 打寄忘響 feat.大竹佑季 - TOKYO MX等UHF系電視動畫《櫻子小姐的腳下埋著屍體》ED主題歌曲 2. paperback : paperbag feat.西野友利惠 - 網路漫畫《戀聲情人夢》形象歌曲                                     |
| 2nd | Round&Round&Round | 2017年8月9日   | 1. Round&Round&Round feat.Bounjour鈴木 - 東京電視台電視動畫《咕嚕咕嚕魔法陣》ED主題歌曲 2. 夏 feat.井澤詩織 3. Round&Round&Round -Instrumental- 4. 夏 -Instrumental-                                 |
| 3nd | Magical Circle    | 2017年11月15日 | 1. Magical Circle feat.中川翔子 - 東京電視台電視動畫《咕嚕咕嚕魔法陣》ED主題歌曲 2. feat.奧井亞紀 3. feat. 4. Magical Circle -Instrumental- 5. Wind Climbing ～風～ -Instrumental- 6. -Instrumental- |

### 網路發佈限定單曲
- visible invisible（於2015年3月6日以限定的方式在網路發佈）
  - 經由DSD256多重錄音的單曲。

### 重混作品
- M-6 remixed
  - 收錄在《無罪的維納斯 動畫原聲帶》（2006年10月25日發行）
- EX.Motte[k]remix
  - 收錄在《～☆Re-Mix002～【】～》（2006年12月26日發行）
- 我輩守護？ ElectricProphet09[k]mix
  - 收錄在《我輩守護？》（2008年7月16日發行）
- 『trinity heaven7: MAGUS MUSIC REMIXES』（2015年3月25日發行）

### 合輯／原聲帶
- Realworld Ambitions
  - technoboys名義，收錄在《4 VOL.1》（2005年8月1日發行）
- Do You Know Your Neighbor's Face?
  - 收錄在《Son Femelle》（2007年3月23日發行）
- LOST SECOND
  - 收錄在《EX MACHINA ORIGINAL SOUNDTRACK》（2007年10月17日發行）
- 電視動畫 魔女的使命 動畫原聲帶（2014年5月21日發行）
- TRINITY SEVEN : MAGUS MUSIC ARCHIVE（2014年11月19日發行）

### 獨唱作品
- 石川智久

- 藤村亨
  - 『mild blue tone』（藤村亨的首張個人專輯）

### 編曲／樂曲提供
- 茶太／（單曲B面歌曲）編曲
- ／『空』（單曲）作詞、作曲、編曲
  - 電視動畫《空罐少女！》片尾主題曲。單曲版有收錄歌詞相同、卻有13種不同編曲的樂曲版本。
- ／『空 featuring ！（Version"The "）』
  - （於《空罐少女！》動畫原聲帶收錄）作詞、作曲、編曲
- ／『Nomical Hystery Hour！』（專輯）
  - 負責樂曲提供，同時還有參加編劇、演出及客串參演。
- PC少女／『☆ Twinkle Show！』（形象專輯）
  - 收錄了、下川美娜、小桃音麻衣等人參加錄製的有聲廣播劇和形象歌曲裡。
  - 負責樂曲提供，同時還有參加編劇、演出及客串參演。
- KMM團／『☆』（單曲）作詞、作曲、編曲
  - 電視動畫《魔女的使命》片尾主題曲。
- 『電視動畫 魔女的使命 角色歌曲專輯』（迷你專輯）作詞、作曲、編曲
- 【淺見莉莉絲（原由實）&神無月亞琳（內田彩）】／『BEAUTIFUL≒SENTENCE』（單曲）作詞、作曲、編曲
  - 電視動畫《TRINITY SEVEN 魔道書7使者》片尾主題曲。
- 【風間雷玟（佐倉綾音）&倉田由衣（村川梨衣）】／『SHaVaDaVa in AMAZING♪』（單曲）作詞、作曲、編曲
  - 電視動畫《TRINITY SEVEN 魔道書7使者》片尾主題曲。
- Security Politti【山奈米菈（日笠陽子）&不動雅琪歐（柚木涼香）】／『TRINITY×SEVENTH+HEAVEN』（單曲）作詞、作曲、編曲
  - 電視動畫《TRINITY SEVEN 魔道書7使者》片尾主題曲。
- TWINKle MAGIC【莉賽洛德·夏洛克（東山奈央）&賽莉娜·夏洛克（洲崎綾）】／『ReSTART "THE WORLD"』（單曲）作詞、作曲、編曲
  - 電視動畫《TRINITY SEVEN 魔道書7使者》片尾主題曲。
- BibleArt【空（釘宮理惠）&春日聖（諏訪彩花）】／『CREATION ReCREATION』（單曲）作詞、作曲、編曲
  - 電視動畫《TRINITY SEVEN 魔道書7使者》角色歌曲。
- 大板牙（鈴村健一） feat.小松（櫻井孝宏）×唐松（中村悠一）×輕松（神谷浩史）×一松（福山潤）×十四松（小野大輔）×椴松（入野自由）／『SIX SAME FACES ～今夜は最高!!!!!!～（日语：SIX SAME FACES 〜今夜は最高!!!!!!〜）』（單曲）作詞、作曲、編曲
  - 電視動畫《小松先生 (第1期)》前半季片尾主題曲。
- VOICE by 多多子（遠藤綾） feat.小松（櫻井孝宏）×唐松（中村悠一）×輕松（神谷浩史）×一松（福山潤）×十四松（小野大輔）×椴松（入野自由）／『SIX SHAME FACES ～今夜最高!!!!!!～』（單曲）作詞、作曲、編曲
  - 電視動畫《小松先生 (第1期)》後半季片尾主題曲。
- 上坂菫／（單曲）作詞、作曲、編曲
  - 電視動畫《這個美術社大有問題！》片尾主題曲。
- 上田麗奈／『毒手』（於迷你專輯《RefRain（日语：RefRain）》收錄）共同作詞、作曲、編曲
- ORESAMA
  - 『Trip Trip Trip』（單曲）編曲（與小島英也共同）
    - 電視動畫《咕嚕咕嚕魔法陣》前半季片頭主題曲。

  - 『流星』 （單曲）編曲（與小島英也共同）
    - 電視動畫《咕嚕咕嚕魔法陣》後半季片頭主題曲。
- ☆【納克拉維（茜屋日海夏）、泰坦妮亞（高橋李依）、丘比特（東山奈央）、碧姬（芹澤優）、伯達克（三森鈴子）、貝托爾（日高里菜）】／『KI-te MI-te HIT PARADE！』（單曲）作詞、作曲、編曲[9]
  - 電視動畫《叛逆性百萬亞瑟王》片尾主題曲

### 動畫
- 魔女的使命（2014年）
- TRINITY SEVEN 魔道書7使者（2014年）
- 櫻子小姐的腳下埋著屍體（2015年）
- 紅殼的潘朵拉（2015年）
- Fate/kaleid liner 魔法少女☆伊莉雅 3rei!!（2016年）
- 狂賭之淵（2017年）
- 咕嚕咕嚕魔法陣（2017年）
- 劇場版 Fate/kaleid liner 魔法少女☆伊莉雅：雪下的誓言（2017年）
- 書店裡的骷髏店員本田（2018年）
- 狂賭之淵××（2019年）
- 戰×戀（2019年）
- 廚病激發BOY（2019年）
- 頂點!!!!!!!!!!!!!!!（2022年）
- 狂賭之淵 雙（2022年）
- 某大叔的VRMMO活動記（2023年）
- Acro Trip 頂尖惡路（2024年）

### 特攝
- 超人力霸王布雷薩（2023年）

## 外部連結
- TECHNOBOYS PULCRAFT GREEN-FUND OFFICIAL WEBSITE[] （日語）－TECHNOBOYS PULCRAFT GREEN-FUND官方網站。
- Technoboys Pulcraft Green-Fund的Facebook專頁 （日語）
- TECHNOBOYS PULCRAFT GREEN-FUND的X（前Twitter） （日語）
- 石川智久的X（前Twitter） （日語）
- （日語）
- 松井洋平的X（前Twitter） （日語）